# ژو جینگ (بازیکن فوتبال)
ژو جینگ (انگلیسی: Zhu Jing؛ زادهٔ ۲ مارس ۱۹۷۸) بازیکن فوتبال اهل چین است.
وی همچنین در تیم ملی فوتبال زنان چین بازی کرده‌است.